# Aleksandr Golovin
Aleksandr Sergejevitj Golovin (russisk: Александр Сергеевич Головин, tr. Aleksandr Sergejevitj Golovin; født 30. maj 1996 i Kaltan, Rusland), er en russisk fodboldspiller (midtbane). Han spiller for Monaco i Frankrig

## Landshold
Golovin har (pr. august 2018) spillet 23 kampe og scoret tre mål for det russiske landshold. Han debuterede for holdet 7. juni 2015 i en venskabskamp mod Hviderusland. Her scorede han det ene mål i den russiske sejr på 4-2. Han blev udtaget til den russiske trup til EM 2016 i Frankrig, samt til Confederations Cup 2017 og VM 2018, begge på hjemmebane.